# Jean Molinet
Jean Molinet (Desvres, 1435 - Valenciennes, 23 de agosto de 1507) fue un cronista, músico y poeta francés.

## Vida y obra
Nacido en la región de Boulonnais, llega a ser maestro de artes en París. Después de casarse se instala en la ciudad de Valenciennes. Necesitado de un mecenas se trasladó a la corte de Carlos el Temerario de Borgoña en 1463, donde pasó a ser secretario de Georges Chastellain. Reemplazó a Chastellain en 1475 como historiógrafo y fue también el bibliotecario de Margarita de Austria. Sus crónicas reflejan la vida cotidiana en el norte de Francia de finales del siglo XV pero son consideradas inferiores a las de Chastellain.
Como poeta, fue la cabeza de la escuela poética burgundia conocida como de los "Grandes Retóricos", caracterizada por la excesiva cantidad de juegos de palabras.
Al enviudar, se ordenó sacerdote y acabó siendo canónigo de Notre-Dame de la Salle.
A él se deben poemas como "El testamento de la guerra" (en el que se ve claramente la influencia de François Villon) y "Los recursos del pueblo modesto".